# Vòng khóa pha

Sơ đồ Vòng khóa pha. Y(s): Tín hiệu vào, E(s): Lỗi pha, C(s): Lỗi pha đã lọc, f_{out}: Tín hiệu ra tần số trước khi chia tần. Optionaler Frequenzteiler: Khối chia tần tùy chọn

Vòng khóa pha, viết tắt theo tiếng Anh là PLL (phase-locked loop) là một hệ thống mạch điện được điều khiển tạo ra một tín hiệu ngõ ra có pha liên quan đến pha của tín hiệu ngõ vào.
Vòng khóa pha cho các tần số không quá cao được tích hợp thành vi mạch CMOS là CD4046 và NE565.

## Nguyên lý hoạt động
Có nhiều loại khác nhau, đơn giản nhất là mạch điện tử lập ra vòng phản hồi bao gồm:
1. Mạch so pha ("phase detector" hay "phase comparator"), so sánh tín hiệu vào với tín hiệu cùng tần số từ VCO tạo ra, cho ra kết quả là lỗi pha hoặc lệch pha.
2. Mạch lọc lỗi pha tùy chọn, để làm trơn ở mức phù hợp, và thường phải có khuếch đại DC.
3. Mạch VCO (voltage controlled oscillator, mạch "dao động điều khiển bằng điện áp"), là dao động có tần số điều khiển được, được điều khiển bằng tín hiệu "lỗi pha" theo cách phù hợp, tạo ra một tín hiệu tuần hoàn thường là xung vuông.
4. Mạch chia tần tùy chọn, chia tần số từ VCO nếu VCO phát xung ở tần số cao hơn tần của tín hiệu vào.

Tín hiệu vào thường được khuếch đại và hạn chế biên độ để đạt dạng gần vuông khi đưa vào vòng khóa pha. Lỗi pha càng lớn thì VCO càng chỉnh tần số để về mức tần và pha phù hợp với tín hiệu vào. Việc giữ pha tín hiệu ngõ vào và ngõ ra trong bước khóa cũng ngụ ý giữ tần số ngõ vào và ngõ ra như nhau. Do đó, ngoài việc đồng bộ hóa các tín hiệu, một vòng lặp đã khóa pha có thể theo dõi một tần số ngõ vào.
Khi bố trí VCO gồm có mạch dao động ở tần số cao gấp 2N lần rồi chia tần đến tần số tín hiệu ngõ vào, thì có thể lấy ra một tần số là bội số của tần số tín hiệu ngõ vào, tức là PLL làm việc như một mạch nhân tần. Thuộc tính này được sử dụng để đồng bộ đồng hồ nhịp máy tính, giải điều chế, và tổng hợp tần số.

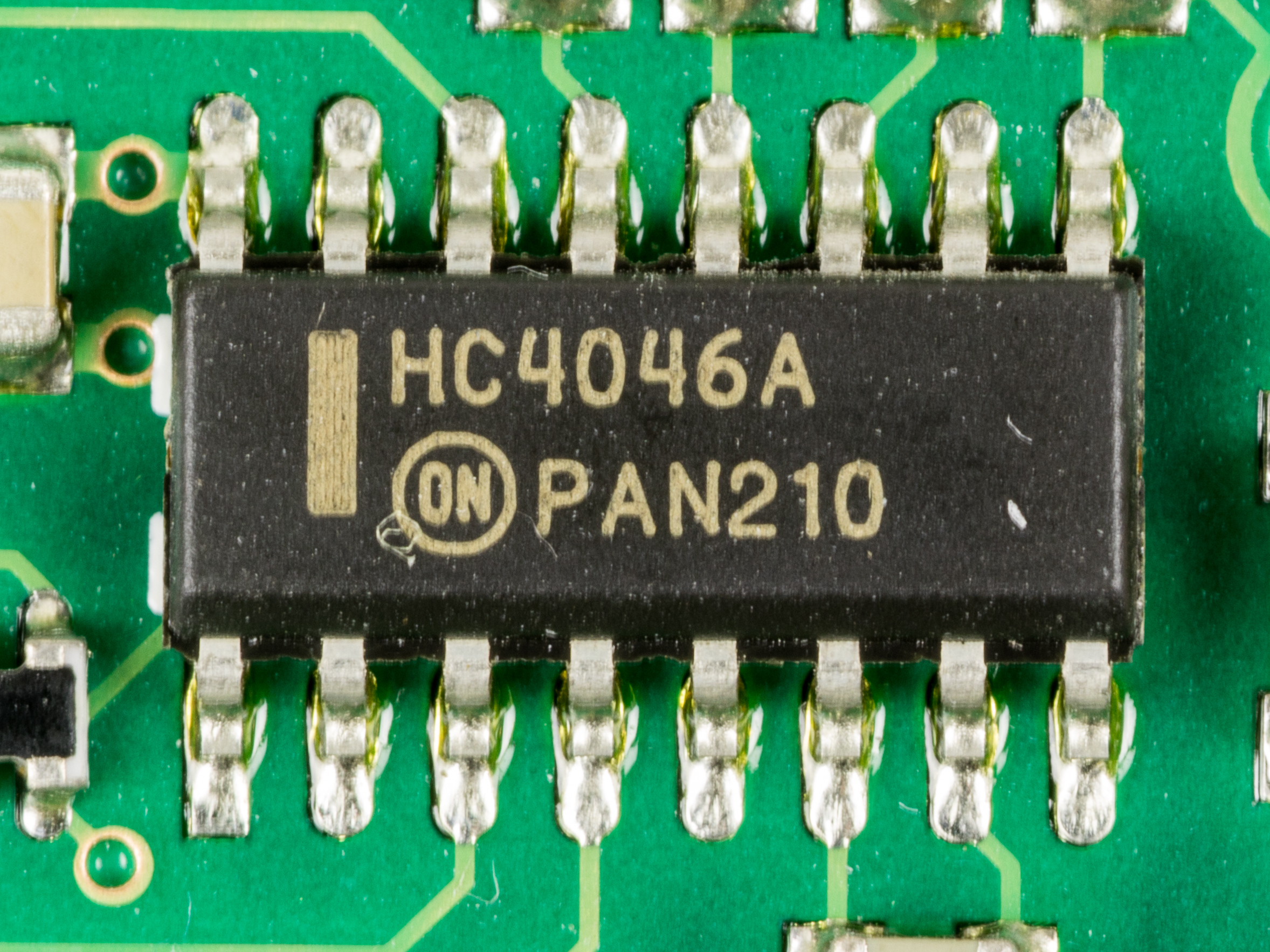
IC vòng khóa pha ON Semiconductor HC4046A

## Ứng dụng
Vòng khóa pha được sử dụng rộng rãi trong phát thanh, viễn thông, máy tính và các ứng dụng khác của kỹ thuật điện tử. Chúng được sử dụng để giải điều chế một tín hiệu, phục hồi tín hiệu từ một kênh truyền thông bị nhiễu, và nhân tần một tần số ngõ vào (tổng hợp tần số), hoặc phân phối chính xác xung nhịp trong các mạch logic kỹ thuật số như bộ vi xử lý.
Hiện nay một phần mạch khóa pha tín hiệu được tích hợp trong mạch tích hợp duy nhất, nên kỹ thuật này được sử dụng rộng rãi trong các thiết bị điện tử hiện đại, với tần số ra từ một phần nhỏ của một hertz lên đến nhiều gigahertz .